# Michael Süß

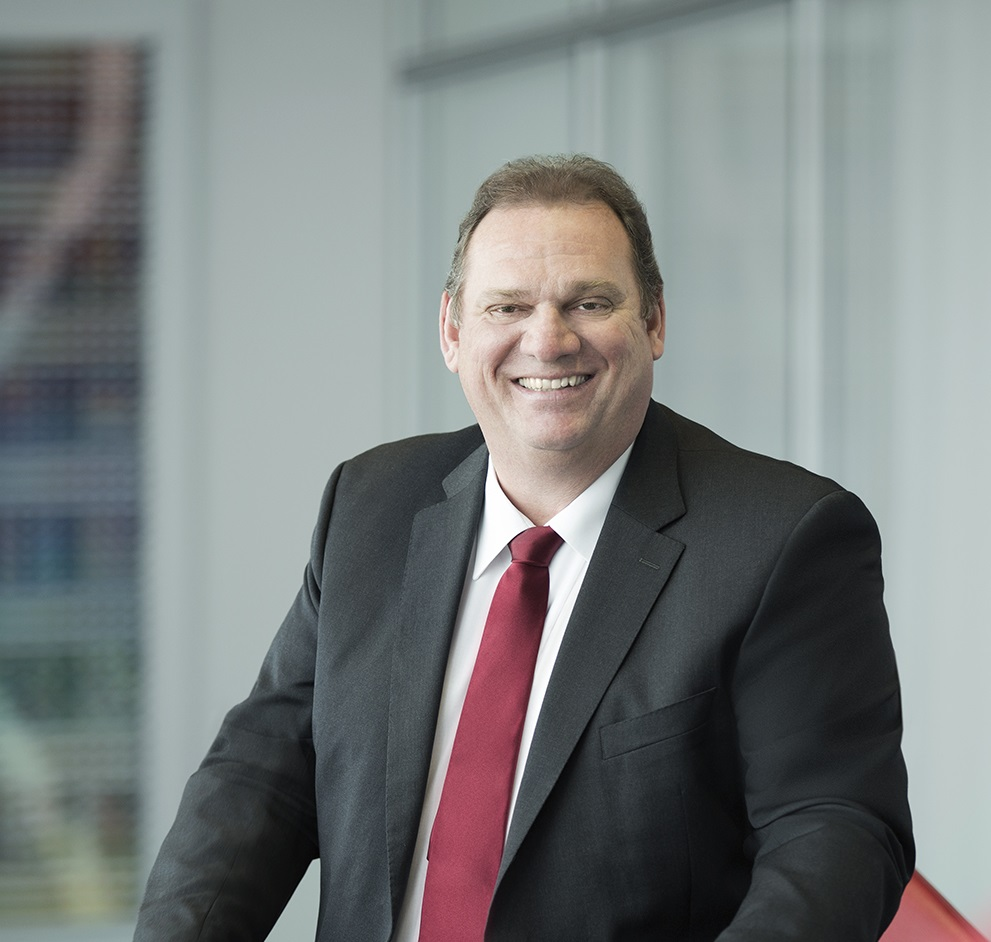
Michael Süß

Michael Süß (* 25. Dezember 1963 in München) ist ein deutscher Manager. Süß ist gegenwärtig Executive Chairman der OC Oerlikon, einem an der SIX Swiss Exchange notierten Technologiekonzern, sowie 1. Stv. Vorsitzender des Österreichischen Elektrizitätsunternehmens Verbund AG. Von 2015 bis 2016 war er Geschäftsführer der Georgsmarienhütte Holding GmbH. 

## Karriere
Süß studierte Maschinenbau an der TU München und sammelte studienbegleitend seine erste Berufserfahrung als technischer Mitarbeiter in der Gießerei bei BMW. 1989 begann er seine berufliche Laufbahn als Produktionsingenieur bei BMW in München. 1991 wurde er zum Head of Planning Department des Factory business ernannt. 1994 promovierte er am Institut für Arbeitswissenschaften der Universität Kassel zum Dr. rer. pol.
Nach Stationen bei BMW, IDRA Presse S.p.A. in Italien und der Porsche AG wurde Süß 1999 in den Vorstand der Mössner AG in München berufen. Nach der Übernahme durch den Georg-Fischer-Konzern war Süß Vorsitzender der Geschäftsleitung der GF Mössner GmbH. 
2001 übernahm er die Rolle als Geschäftsführer der MTU Aero Engines GmbH in München und war verantwortlich für Produktion, Entwicklung und Einkauf. Nach dem Börsengang des Unternehmens wechselte Süß in den Vorstand der MTU Aero Engines Holding AG und war dort zuständig für das Ressort Technik. 
2006 ging Süß zur Siemens AG und wurde Bereichsvorstand in der Unternehmenseinheit Power Generation. 2008 wurde Süß CEO der Division Fossile Stromerzeugung. Von April 2011 bis Mai 2014 war Süß Mitglied des Vorstands der Siemens AG und CEO des Sektors Energie. In seiner Funktion als CEO des Sektors Energie der Siemens AG war Süß aktiv an den Debatten beteiligt, wie die Energiewende in Deutschland sicher, nachhaltig und vor allem finanziell tragbar verwirklicht werden kann. 
Seit 2010 sitzt Süß zudem im Aufsichtsrat der Herrenknecht AG, einem Weltmarktführer in maschineller Tunnelvortriebstechnik aus Deutschland. Von 2015 bis 2016 übernahm er den Vorsitz der Geschäftsführung der sich im Privatbesitz befindenden Georgsmarienhütte Holding GmbH, einer Gruppe verschiedener Stahlverarbeiter in Deutschland. Süß ist derzeit Executive Chairman des Schweizer Industriekonzerns OC Oerlikon sowie 1. Stv. Vorsitzender des Österreichischen Elektrizitätsunternehmens Verbund AG. 
Seit 2013 ist Michael Süß Lehrbeauftragter an der TU München, die ihm im September 2015 den Titel «Honorarprofessor an der TU München» verliehen hat.

## Mitgliedschaften und Ämter
Süß war und ist Mitglied in verschiedenen Aufsichts- und Beiräten, unter anderem bei:
- Arabia Electric Ltd. (Equipment) (AR 2010–2011)
- Arabia Electric Ltd. (Equipment) (AR 2014–2014)
- AREVA NP S.A.S. (AR 2008–2009)
- Deutsches Atomforum (Präsidium 2008–2011)
- Deutsches Atomforum (Finanzausschuss 2008–2011)
- Deutsch-Russisches Forum e.V. (Kuratorium 2012–2013)
- Georgsmarienhütte Holding GmbH (AR 2014–2014)
- Herrenknecht AG (AR 2009-heute)
- ISCOSA Industries and Maintenance Ltd. (AR 2008–2009)
- KION Group GmbH (AR 2009–2012)
- KION Holding 1 GmbH (AR 2009–2012)
- OAO Power Machines (AR 2007–2011)
- OC Oerlikon (Präsident des Verwaltungsrates 2015–Juni 2022, Executive Chairman Juli 2022–heute)
- OOO Siemens (AR 2007–2009)
- Ost-Ausschuss der Deutschen Wirtschaft (Präsidium 2012–2013)
- Renova AG (Portfolio Manager 2015-heute)
- Siemens Corporation (AR 2013–2014)
- Siemens Energy Inc. (AR 2005–2011)
- Siemens Limited (AR 2008–2011)
- Siemens Limited (AR 2014–2014)
- Siemens S.A., Marokko (AR 2006–2009)
- Siemens S.A., Tunesien (AR 2007–2008)
- Siemens S.p.A. (AR 2007–2008)
- Siemens (Proprietary) Limited (AR 2007–2009)
- Siemens W.L.L.(AR 2013–2014)
- VA TECH T & D Co. Ltd. (AR 2009–2011)
- VA TECH T & D Co. Ltd. (AR 2014–2014)
- Verbund AG (1. stv. Vorsitzender AR 2015-heute)
- Weltenergierat Deutschland (Präsidium 2008-heute)

## Persönliches
Michael Süß ist verheiratet und hat vier Kinder.